# IC 694
IC 694 (również PGC 35325) – galaktyka eliptyczna położona w gwiazdozbiorze Wielkiej Niedźwiedzicy w odległości około 150 milionów lat świetlnych od Ziemi. Odkrył ją 27 stycznia 1852 roku Bindon Stoney – asystent Williama Parsonsa.
IC 694 znajduje się w pobliżu pary zderzających się galaktyk NGC 3690. Cała ta trójka została skatalogowana jako Arp 299 w Atlasie Osobliwych Galaktyk Haltona Arpa. W wielu źródłach IC 694 jest błędnie opisywana jako jedna ze zderzających się większych galaktyk lub nawet jako alternatywna nazwa NGC 3690.